# Masato Morishige
Masato Morishige (Prefectura d'Hiroshima, Japó, 21 de maig de 1987) és un futbolista japonès.

## Selecció japonesa
Ha disputat 6 partits amb la selecció del Japó.
El 12 de maig de 2014 s'anuncià la seva inclusió a la llista de 23 jugadors de la selecció japonesa per disputar el Mundial de 2014 al Brasil. Els dorsals van ser anunciats el 25 de maig.